# Сліденко Ігор Дмитрович
Ігор Дмитрович Сліденко (нар. 14 червня 1973, село Северинівка, Тростянецький район, Вінницька область) — український правознавець, доктор юридичних наук (з 2011 р.), доцент, старший науковий співробітник. Фахівець з конституційного права; колишній суддя Конституційного Суду України (2014—2022).

## Життєпис
Після закінчення 1995 року Юридичного інституту Одеського державного університету імені І. І. Мечникова працював юрисконсультом у ТОВ «Tiger LTD».
У 1997—1998 роках навчався в магістратурі Одеської державної юридичної академії. 1998 року здобув кваліфікацію магістра державного управління.
Протягом 1997—2001 років — здобувач кафедри конституційного права Одеської національної (до 2000 року — державної) юридичної академії. У 2002 році захистив у цій академії дисертацію на здобуття наукового ступеня кандидата юридичних наук: «Тлумачення Конституції України: питання теорії і практики в контексті світового досвіду».
У період 2002—2003 років — доцент кафедри конституційного права Одеського національного університету ім. І. І. Мечникова. З серпня 2003 року — доцент Міжнародного гуманітарного університету (м. Одеса). У 2004—2006 роках — докторант Одеської національної юридичної академії. Протягом 2006—2008 років — завідувач кафедри міжнародного права та міжнародних відносин Міжнародного гуманітарного університету (м. Одеса). У 2008—2010 роках — доцент кафедри конституційного, адміністративного та міжнародного права Маріупольського державного гуманітарного університету.
З 2006 року до 2007 року проходив стажування в німецькому Університеті Ерлангена—Нюрнберга за програмою Deutscher Akademischer Austauschdienst.
З 2010 року — головний консультант відділу теорії і практики законотворчої діяльності Інституту законодавства Верховної Ради України.
У 2011 році захистив дисертацію на здобуття наукового ступеня доктора юридичних наук за спеціальністю 12.00.02 — конституційне право, муніципальне право за темою «Конституційний контроль в механізмі сучасної держави».
У березні 2014 року Верховною Радою України призначений суддею Конституційного Суду України. Присягу склав 13 березня 2014 року.
7 грудня 2022 року Конституційний суд України звільнив Ірину Завгородню, Сергія Саса та Ігоря Сліденка з посади судді Конституційного суду України у відставку на підставі поданих ними заяв.
Автор низки монографій, підручників та публікацій з теорії права, державознавства, права Європейського Союзу, порівняльного правознавства, конституційного права, теорії конституції.

## Скандали
Відповідав за знищення покарання за брехню в деклараціях: НАЗК мало питання до статків судді, і у відповідь на це Сліденко знищив покарання і відписав НАЗК, що «знищив гадюці зуби».